# Россошанский
Россошанский — посёлок в составе Басакинского сельского поселения Чернышковского района Волгоградской области. На 2017 год в посёлке числилось 3 улицы: Крайняя, Отрадная, Южная.

## География
Находится в 37 км от посёлка городского типа Чернышковский и в 190 км от Волгограда. Высота центра селения над уровнем моря — 71 м.

## Население
| 2010 |
| ---- |
| 52   |

5